# Davide Paganelli
Davide Paganelli é um engenheiro mecânico e aeroespacial italiano que atualmente ocupa o cargo de chefe de aerodinâmica da equipe de Fórmula 1 da Haas.

## Carreira
Paganelli se formou em engenharia mecânica na Universidade de Bolonha e em engenharia aeroespacial na Universidade de Forlì. Em janeiro de 2012, ele ingressou na equipe de Fórmula 1 da Ferrari como aerodinamicista. Em janeiro de 2017, Paganelli foi destacado pela Ferrari como chefe de operações aeronáuticas na equipe Haas e, em setembro de 2023, foi promovido ao cargo de chefe de aerodinâmica.